# Litoria bibonius
A Litoria bibonius a kétéltűek (Amphibia) osztályának békák (Anura) rendjébe és a levelibéka-félék (Hylidae) családjába tartozó faj.

## Előfordulása
A faj Pápua Új-Guinea endemikus faja. Megtalálható az ország D'Entrecasteaux szigetcsoportján valamint a Normanby and Goodenough szigeten.